# Brahmsstraße (Weimar)

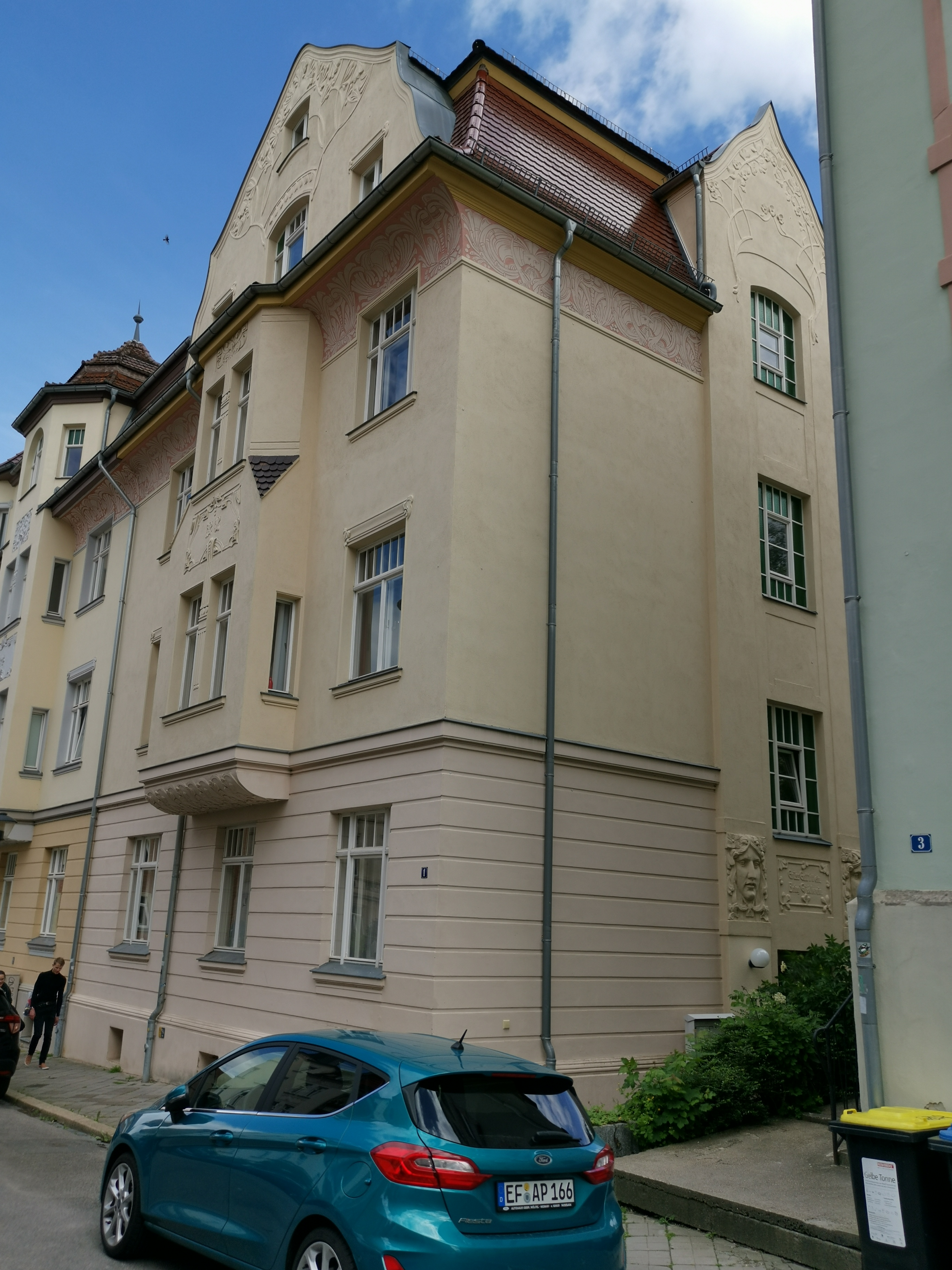
Brahmsstraße 1

Die 25. April 1946 nach dem Komponisten Johannes Brahms benannte in der Westvorstadt gelegene Brahmsstraße erstreckt sich von der Brucknerstraße bis zur Peter-Cornelius-Straße, die sie in westliche Richtung im geraden Verlauf erreicht. Dazwischen wird diese von der Johann-Sebastian-Bach-Straße gekreuzt. Sie ist eine Anliegerstraße.
Die Brahmsstraße gesamt (einschließlich Johann-Sebastian-Bach-Straße 9) steht auf der Liste der Kulturdenkmale in Weimar (Sachgesamtheiten und Ensembles). Die Wohngebäude 1 und 12 der Brahmsstraße stehen auf der Liste der Kulturdenkmale in Weimar (Einzeldenkmale).
In diesem Bereich gibt es zahlreiche Jugendstilbauten. In dem Bereich Brahmsstraße/Johann-Sebastian-Bach-Straße wurden steinzeitliche Gräberfelder gefunden.
Am Haus Brahmsstraße 52, das Hermann und Bertha Ehrhardt der Stadt Weimar stifteten, ist eine Tafel mit folgender Inschrift: 
DIESES HAUS
IST EIN GESCHENK
VON
HERMANN EHRHARDT
UND FRAU
BERTHA EHRHARDT
GEB: WEHNER
AN IHRE VATERSTADT
WEIMAR
In der Brahmsstraße wohnte der Graphiker Walther Klemm. In der Brahmsstraße 12 war von 1907 bis 1956 der Maler Alexander von Szpinger wohnhaft.